# Seznam starostů Pekingu
Seznam starostů města Peking v Čínské republice mezi roky 1912–1948 a starostů Pekingu, předsedů městského zastupitelstva (pekingského lidového shromáždění) a předsedů pekingského výboru politického poradního shromáždění v Čínské lidové republice od roku 1948.

## Starostové Pekingu za Čínské republiky 1912–1948
| Pořadí | Portrét | Jméno (život)                                          | Počátek mandátu   | Konec mandátu     |
| ------ | ------- | ------------------------------------------------------ | ----------------- | ----------------- |
| 1      |         | Ting Naj-jang (丁乃揚) (1866–?)                        | 1. ledna 1912     | 24. prosince 1912 |
| 2      |         | Čang Kuang-ťien (張廣建) (1864–1938)                   | 24. prosince 1912 | 19. září 1913     |
| 3      |         | Wang Č’-sin (王治馨) (1868–1914)                       | 16. října 1913    | 23. března 1914   |
| 4      |         | Šen Ťin-ťien (沉金鑑) (1875–1924)                      | 23. března 1914   | Září 1915         |
| 5      |         | Wang Ta (王達) (1881–1946)                             | 26. září1915      | 3. srpna 1920     |
| 6      |         | Wang Chu (王瑚) (1865–1933)                            | 3. srpna 1920     | 18. září 1920     |
| 7      |         | Sun Čen-ťia (孫振家) (1858–?)                          | 18. září 1920     | 19. května 1922   |
| 8      |         | Liou Meng-keng (劉夢庚) (1881–?)                       | 19. května 1922   | 5. listopadu 1924 |
| 9      |         | Wang Č’-siang (王芝祥) (1858–1930)                     | 5. listopadu 1924 | 31. prosince 1924 |
| 10     |         | Süe Tu-pi (薛篤弼) (1892–1973)                         | 31. prosince 1924 | 9. října 1925     |
| 11     |         | Liou Ťi (politik) (劉驥) (1887–1967)                   | 20. října 1925    | květen 1926       |
| 12     |         | Li Jüan (李垣) (1879–?)                                | 4. září 1926      | 24. září 1927     |
| 13     |         | Čang Ťi-sin (張濟新) (1874–1952)                       | 24. září 1927     | 3. června 1928    |
| 14     |         | Li Šeng-pchej (李升培) (?–?) úřadující                 | 4. června 1928    | 25. června 1928   |
| 15     |         | Che Čcheng-ťün (何成濬) (1882–1961) úřadující          | 25. června 1928   | 13. července 1928 |
| 16     |         | Che Čchi-kung (何其鞏) (1899–1955)                     | 13. července 1928 | 12. června 1929   |
| 17     |         | Čang Jin-wu (張蔭梧) (1891–1949)                       | 12. června 1929   | 27. února 1931    |
| 18     |         | Wang Tchao (王濤) (1866–1937) úřadující                | říjen 1930        | květen 1931       |
| 19     |         | Čou Ta-wen (周大文) (1895–1971)                        | 27. února 1931    | 1. června 1933    |
| 20     |         | Chu Žuo-jü (胡若愚) (1895–1962) úřadující              | duben 1931        | červen 1931       |
| 21     |         | Jüan Liang (袁良) (1883–1953)                          | 16. června 1933   | 1. listopadu 1935 |
| 22     |         | Sung Če-jüan (宋哲元) (1885–1940)                      | 1. listopadu 1935 | 8. listopadu 1935 |
| 23     |         | Čchin Te-čchun (秦德純) (1893–1963)                    | 8. listopadu 1935 | 28. července 1937 |
| 24     |         | Čang C’-čung (張自忠) (1891–1940)                      | 28. července 1937 | 6. srpna 1937     |
| 25     |         | Ťiang Čchao-cung (江朝宗) (1861–1943) jmenován Japonci | 6. srpna 1937     | 7. ledna 1938     |
| 26     |         | Jü Ťin-che (餘晉龢) (1887–?)                           | 7. leden 1938     | 9. února 1943     |
| 27     |         | Su Tchi-žen (蘇體仁) (1888–1979) úřadující             | 1941              | 9. února 1943     |
| 28     |         | Liou Jü-šu (劉玉書) (1884–?)                           | 9. února 1943     | 20. února 1945    |
| 29     |         | Sü Siou-č’ (許修直) (1881–1954)                        | 20. února 1945    | 16. srpna 1945    |
| 30     |         | Siung Pin (熊斌) (1894–1964)                           | 16. srpna 1945    | 15. července 1946 |
| 31     |         | Che S’-jüan (何思源) (1896–1982)                       | 15. července 1946 | červenec 1948     |
| 32     |         | Liou Jao-čang (劉瑤章) (1897–1993)                     | červenec 1948     | 4. února 1949     |

## Starostové Pekingu za Čínské lidové republiky, od roku 1948
| Pořadí | Portrét | Jméno (život)                        | Počátek mandátu    | Konec mandátu      | Poznámky                                                |
| ------ | ------- | ------------------------------------ | ------------------ | ------------------ | ------------------------------------------------------- |
| 1      |         | Jie Ťien-jing (叶剑英) (1897–1986)   | 8. prosince 1948   | 8. září 1949       |                                                         |
| 2      |         | Nie Žung-čen (聂荣臻) (1899–1992)    | 8. září 1949       | 26. února 1951     |                                                         |
| 3      |         | Pcheng Čen (彭真) (1902–1997)        | 26. února 1951     | květen 1966        | 1948–1966 tajemník pekingského městského výboru KS Číny |
| 4      |         | Wu Te (吴德) (1913–1995)             | květen 1966        | 20. dubna 1967     |                                                         |
| 5      |         | Sie Fu-č’ (谢富治) (1909–1972)       | 20. dubna 1967     | 26. března 1972    | 1971–1972 tajemník pekingského městského výboru KS Číny |
| 4      |         | Wu Te (吴德) (1913–1995)             | duben 1972         | 9. října 1978      | 1972–1978 tajemník pekingského městského výboru KS Číny |
| 6      |         | Lin Chu-ťia (林乎加) (1916–2018)     | 9. října 1978      | 25. ledna 1981     | 1978–1981 tajemník pekingského městského výboru KS Číny |
| 7      |         | Ťiao Žuo-jü (焦若愚) (*1915)         | 25. ledna 1981     | 24. března 1983    |                                                         |
| 8      |         | Čchen Si-tchung (陈希同) (1930–2013) | 24. března 1983    | únor 1993          | 1992–1995 tajemník pekingského městského výboru KS Číny |
| 9      |         | Li Čchi-jen (李其炎) (*1938)         | únor 1993          | říjen 1996         |                                                         |
| 10     |         | Ťia Čching-lin (贾庆林) (*1940)      | říjen 1996         | únor 1999          | 1997–2002 tajemník pekingského městského výboru KS Číny |
| 11     |         | Liou Čchi (刘淇) (*1942)             | únor 1999          | leden 2003         | 2002–2012 tajemník pekingského městského výboru KS Číny |
| 12     |         | Meng Süe-nung (孟学农) (*1949)       | 19. ledna2003      | 20. dubna 2003     |                                                         |
| 13     |         | Wang Čchi-šan (王岐山) (*1948)       | 20. dubna 2003     | 30. listopadu 2007 |                                                         |
| 14     |         | Kuo Ťin-lung (郭金龙) (*1947)        | 30. listopadu 2007 | 25. července 2012  | 2012–2017 tajemník pekingského městského výboru KS Číny |
| 15     |         | Wang An-šun (王安顺) (*1957)         | 25. července 2012  | 31. října 2016     |                                                         |
| 16     |         | Cchaj Čchi (蔡奇) (*1955)            | 31. října 2016     | 27. května 2017    | od 2017 tajemník pekingského městského výboru KS Číny   |
| 17     |         | Čchen Ťi-ning (陈吉宁) (*1964)       | od 27. května 2017 |                    |                                                         |

## Předsedové lidového shromáždění Pekingu
| Pořadí | Jméno (život)                       | Počátek mandátu | Konec mandátu |
| ------ | ----------------------------------- | --------------- | ------------- |
| 1      | Ťia Tching-san (贾庭三) (1912–1984) | 1979            | 1983          |
| 2      | Čao Pcheng-fej (赵鹏飞) (1920–2005) | 1983            | 1993          |
| 3      | Čang Ťien-min (张健民) (*1931)      | 1993            | 2001          |
| 4      | Jü Ťün-po (于均波) (*1941)          | 2001            | 2007          |
| 5      | Tu Te-jin (杜德印) (*1951)          | 2007            | 2017          |
| 6      | Li Wej (李伟) (*1958)               | od 2017         |               |

## Seznam předsedů pekingského výboru CPPCC v Pekingu
| Pořadí | Jméno (život)                       | Počátek mandátu | Konec mandátu |
| ------ | ----------------------------------- | --------------- | ------------- |
| 1      | Liou Žen (刘仁) (1909–1973)         | 1955            | 1967          |
| 2      | Ting Kuo-jü (丁国钰) (1916–2015)    | listopad 1977   | prosinec 1979 |
| 3      | Čao Pcheng-fej (赵鹏飞) (1920–2005) | prosinec 1979   | březen 1983   |
| 4      | Liou Tao-šeng (刘导生) (1913–2014)  | březen 1983     | březen 1985   |
| 5      | Fan Ťin (范瑾) (1919–2009)          | březen 1985     | květen 1986   |
| 6      | Paj Ťie-fu (白介夫) (1921–2013)     | květen 1986     | 1993          |
| 7      | Wang Ta-ming (王大明) (*1929)       | 1993            | 1998          |
| 8      | Čchen Kuang-wen (陈广文) (*1936)    | 1998            | leden 2003    |
| 9      | Čcheng Š’-e (程世峨) (*1940)        | leden 2003      | leden 2006    |
| 10     | Jang An-ťiang (阳安江) (*1945)      | leden 2006      | leden 2011    |
| 11     | Wang An-šun (王安顺) (*1957)        | leden 2011      | leden 2013    |
| 12     | Ťi Lin (吉林) (*1962)               | od ledna 2013   |               |